# Bauda

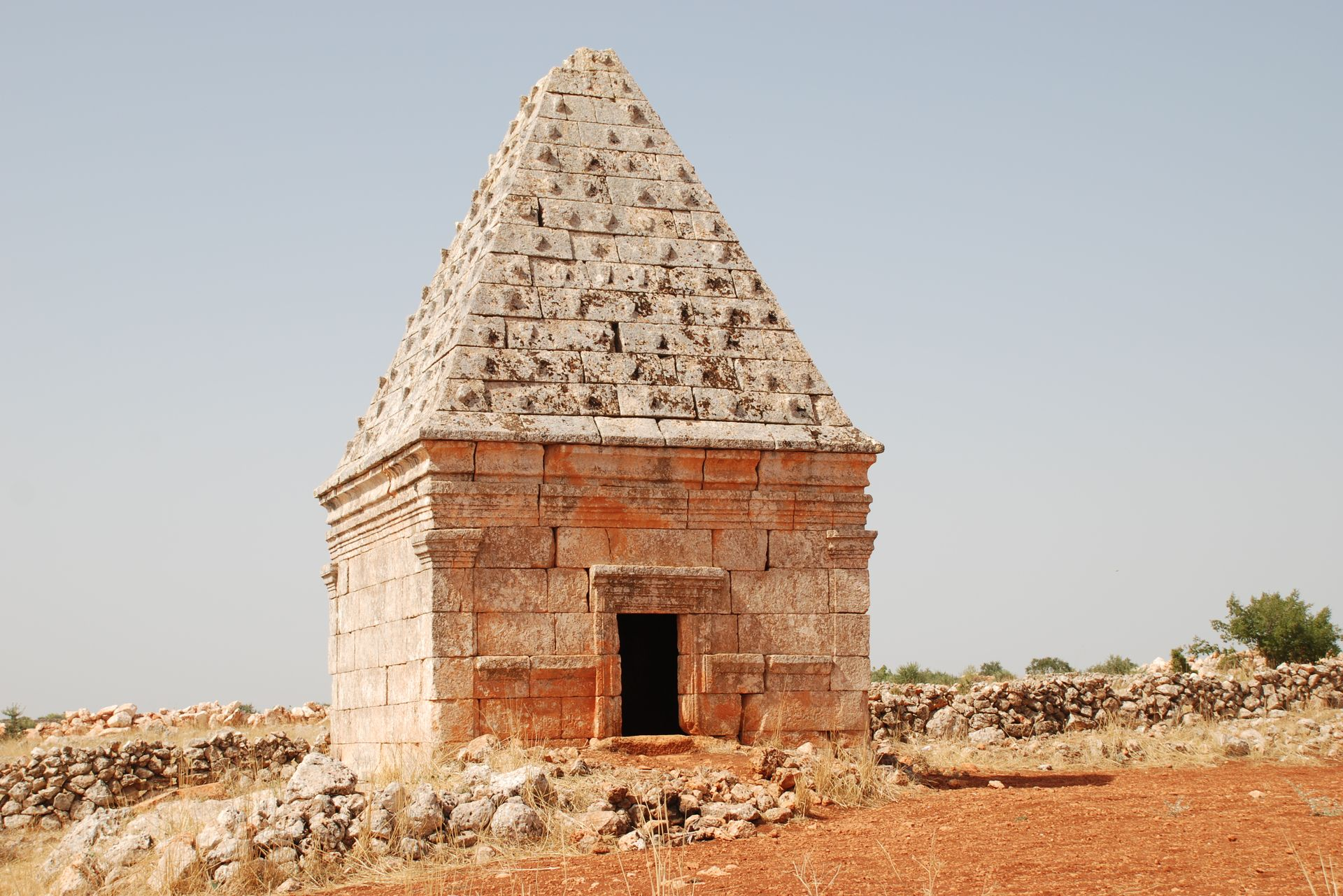
Túmul piramidal de Bauda

Bauda és una de les Ciutats Mortes del districte d'Idlib al nord-oest de Síria. Era en el seu inici un assentament romà d'Orient. La característica especial d'aquest llogaret és un túmul molt ben conservat en forma de piràmide d'una família rica del segle vi.
Les ruïnes de les cases preservades de les Ciutats Mortes de Síria generalment són de començament del S. IV a la fi del VI. A Bauda algunes parts dels murs d'edificis residencials i una església en ruïnes encara estan de peus en l'alçada de dos pisos. La nau única de l'església, en doble maçoneria, mostra la construcció tradicional de la primeria del segle iv.
La majoria dels antics habitants treballaven en l'agricultura i conreaven sobretot raïm, blat i olives.